# Autismespectrumstoornis
Autismespectrumstoornis (ASS), autismespectrum of stoornis in het autistisch spectrum is het geheel van symptomen van autisme. In de DSM-5 worden in grote lijnen twee symptoomgroepen onderscheiden die per persoon in ernst kunnen verschillen, de sociale communicatie en interactie enerzijds en beperkte, herhaalde patronen van gedrag, interesses en activiteiten anderzijds.
De diagnosecriteria zijn vastgelegd in de internationale standaarden Diagnostic and Statistical Manual of Mental Disorders (DSM) en International Statistical Classification of Diseases and Related Health Problems (ICD, het internationale handboek van de Wereldgezondheidsorganisatie). In de DSM-5, gepubliceerd in 2013 (Nederlandse vertaling april 2014) en de ICD-11 (formeel van kracht sinds 1 januari 2022) zijn alle voormalige autismestoornisvarianten en/of pervasieve ontwikkelingsstoornissen samengevoegd; sindsdien is er nog maar één autismediagnose, de autismespectrumstoornis (ASS). De reden was dat de verschillende aandoeningen lastig van elkaar te onderscheiden waren en de behandeling ervan sterk overeenkomt. De subtypen in de DSM-IV-TR waren de klassiek autisme, het syndroom van Asperger, desintegratiestoornis van de kinderleeftijd, het syndroom van Rett en de restgroep PDD-NOS.

## Voor de invoering van DSM-5
De naam autismespectrum werd vaak als overkoepelende term gebruikt voor de pervasieve ontwikkelingsstoornissen, vanwege de classificatie in de DSM-IV-TR. In de DSM-IV vielen het syndroom van Rett en desintegratiestoornis van de kinderleeftijd, twee minder vaak voorkomende aandoeningen, ook binnen het autismespectrum. Vooral vanwege de etiologische verschillen werden deze laatste twee stoornissen over het algemeen al niet tot het autismespectrum gerekend.
In orthopedagogische kringen werd het spectrum soms de educatieve definitie van autisme genoemd, omdat deze gegroeid is vanuit de visie om kinderen te groeperen die allen dezelfde aanpak nodig hebben.

### Kwantitatieve benadering
Er werden verschillende methoden gehanteerd om tot een kwantitatieve benadering van het spectrum te komen in plaats van de klassieke klinische of categoriserende benadering. Voorbeelden zijn het Autism Diagnostic Interview (ADI-R) en de Childhood Autism Rating Scale (CARS). Onder leiding van Simon Baron-Cohen werd rond de eeuwwisseling aan de universiteit van Cambridge het zogenaamde 'autismespectrumquotiënt' ontwikkeld. De Nederlandse Vereniging voor Psychiatrie heeft het Protocol autisme en aan autisme verwante contactstoornissen laten opstellen (Berckelaer-Onnes en Van der Gaag). Hierbij werd gelet op
- de ernst van de stoornis (van diepgestoord door factoren binnen zichzelf tot mensen die het meest gelijken op de harmonische normale mensen en door omgevingsfactoren angstig en chaotisch worden)
- de sociale gerichtheid en betrokkenheid op de ander (van aloof of afgesloten van alles, via passive of mensen die altijd een stapje trager zijn en gedrag kopiëren tot active but odd die de spelregels denken te kennen en erin vliegen met alle gevolgen van dien) (Lorna Wing)

## Andere aangeboren psychische stoornissen

### NLD
NLD is een leerstoornis en ontwikkelingsstoornis die niet officieel is opgenomen in het DSM-IV of de ICD-10, maar wel regelmatig door diverse (kinder)psychiaters/-psychologen en andere diagnostici gediagnosticeerd wordt. Het heeft een betrekkelijk grote overlap met onder meer het syndroom van Asperger en kenmerkt zich vooral door problemen met de verwerking van non-verbale informatie en motorische moeilijkheden. De verbale ontwikkeling daarentegen verloopt - net als bij asperger vaak het geval is - bovengemiddeld. Onderzoekers denken dat de stoornis wordt veroorzaakt door een slechte wisselwerking tussen de linker- en rechterhersenhelft en dat daarbij vooral de rechterhersenhelft zich minder goed ontwikkelt.

### Schizoïde persoonlijkheidsstoornis
Op basis van bepaalde overeenkomsten in gedrag wordt schizoïde persoonlijkheidsstoornis soms tot het autismespectrum gerekend. Lorna Wing beschouwde mensen met asperger als schizoïde persoonlijkheden, maar zag er geen voordeel in om een dergelijke classificatie te hanteren (de terminologie is in dit geval verwarrend: de term schizoïde werd destijds gekozen om het verband met schizofrenie aan te geven, terwijl tussen autistimespectrumstoornissen en schizofrenie geen direct verband is aangetoond).
Hoewel schizofrenie en autisme per definitie kunnen worden onderscheiden in twee separate diagnoses, lijken sommige volwassenen met autisme ten minste in hun gedragingen op een bepaald type schizofrene patiënt. Het autismespectrum en het schizoïde spectrum sluiten dan ook op elkaar aan, hoewel de exacte relatie nog niet helemaal duidelijk is.

### ADHD & ADD
Onderzoekers hebben al in 2006 een gen ontdekt dat een sleutelrol speelt als het gaat om risico op ADHD en ADD. Ditzelfde genetisch gebied is in verband gebracht met autisme. Mogelijk hebben de twee stoornissen (deels) dezelfde genetische oorsprong. Informeel worden ADHD en ADD door sommigen ook weleens tot hetzelfde spectrum gerekend, hoewel ADHD/ADD en autisme twee verschillende stoornissen zijn.

### Hyperactieve stoornis met zwakzinnigheid
De ICD-10 vermeldt bij de pervasieve ontwikkelingsstoornissen hyperactieve stoornis samengaand met zwakzinnigheid en stereotypieën. Het handboek stelt echter dat de nosologische validiteit hiervan niet vaststaat.

### Ontwijkende persoonlijkheidsstoornis
Door sommige gedragswetenschappers wordt ontwijkende persoonlijkheidsstoornis ook wel als licht autistisch gedrag gezien vanwege de geremdheid en teruggetrokkenheid. Dit is echter geen algemene visie, omdat de oorzaak van het gedrag meer in angst dan in onvermogen is gelegen.

### Desintegratiestoornis van de kinderleeftijd
De desintegratiestoornis van de kinderleeftijd, ook wel het syndroom van Heller genoemd, is een pervasieve ontwikkelingsstoornis, die in de DSM-IV is ingedeeld bij de autismespectrumstoornissen.

### IDIC-15
Het zeldzame syndroom IDIC-15 behoort tot de aan autisme verwante stoornissen. Zowel diagnosticering als therapieën lijken sterk op die voor autisme.

## Diversiteit
Niet alle autistische kenmerken komen dus bij iedereen met een autismespectrumstoornis evenveel voor. Er is een enorme diversiteit binnen het autismespectrum. Het kan bij een hoogbegaafd persoon met het syndroom van Asperger of iemand met PDD-NOS een negatief gevoel oproepen, omdat hij dezelfde diagnose krijgt als iemand met een klassiek autistische stoornis met een matige of ernstige mentale handicap. Beiden staan aan andere uitersten van het autismespectrum.
Sommige autisten zijn extreem goed in rekenen of in feiten onthouden. Wanneer de overige autistische kenmerken een ernstig karakter hebben, wordt zo iemand wel aangeduid met de 19e-eeuwse Franse term idiot savant. Vanwege de negatieve connotatie werd de term vervangen door het neutrale savantsyndroom. Ook bij het aspergersyndroom is een soortgelijk verschijnsel bekend. Asperger noemde zijn uit jongens bestaande onderzoeksgroep kleine professoren, waarmee hij bedoelde dat bepaalde vaardigheden sterk ontwikkeld waren, zoals ruimtelijk inzicht. Overige delen bleken minder goed ontwikkeld dan gemiddeld.
Opvallend is dat de rechterhersenhelft, waarmee onder andere muziek, wiskunde en creativiteit worden verwerkt en gevormd, bij autisten bovengemiddeld is ontwikkeld. De linkerhemisfeer is echter minder sterk ontwikkeld. Dit hangt mogelijk samen met een gebrekkiger taalbegrip en meer gevoel voor bijvoorbeeld muziek. Dit is dan ook vaak goed te gebruiken als communicatiemiddel (muziektherapie).

## Ondersteuning
Er zijn diverse instanties waar mensen met een autismespectrumstoornis terechtkunnen voor begeleiding en/of lotgenotencontact. Naast officiële instanties in de geestelijke gezondheidszorg (GGZ) zijn er verenigingen zoals Personen uit het Autisme Spectrum (PAS), voor en door mensen met een autismespectrumstoornis en een normale tot hoge intelligentie en de Nederlandse Vereniging voor Autisme (NVA). Kinderen met een vorm van autisme kunnen terecht in een Medisch kinderdagverblijf.

## ASS als problematisch begrip
De autisme-experts Waterhouse, London en Gillberg stelden in 2016 dat de autismespectrumstoornis-diagnose (neuro)biologische en constructvaliditeit mist. Geen constructvaliditeit betekent dat er geen onveranderlijke link kan vastgesteld worden tussen de twee kerndiagnostische symptomen en ASS. Niet ASS-symptomen kunnen ook voorkomen bij mensen met ASS terwijl ASS-symptomen ook voorkomen bij mensen zonder ASS. Maar heel weinig mensen met ASS vertonen het geheel van alle kernsymptomen. Er bestaat dus geen afgebakend ASS-syndroom. Er is evenmin een genetisch of (neuro)biologisch model dat ASS aantoont: ASS is geen entiteit dat langs biologische weg gevalideerd kan worden. Bovendien is een van hun conclusies: Er zijn geen betrouwbare vroege voorspellende aanwijzingen voor ASS, geen eenvormig ontwikkelingsverloop, geen eenvormig levensverloop, geen eenduidig risico op herhaling, (...)
Tegelijk signaleren de auteurs een probleem: er wordt én te weinig én te veel ASS vastgesteld.
- Te weinig, want er zijn mensen die in grote nood zijn ondanks het feit dat ze niet alle kenmerken van ASS hebben.
- Te veel, er is in elk geval in de Verenigde Staten de laatste jaren een drastische verschuiving van andere diagnoses naar ASS. Er zijn aanzienlijk minder diagnoses van verstandelijke beperking, leerstoornis en emotionele stoornis en een fenomenale toename (tot 331%) van de ASS-diagnose. Er is dus sprake van een verschuiving en herverdeling van diagnoses, terwijl het totaal aantal diagnoses ongeveer hetzelfde blijft.

Voorstellen van de auteurs voor toekomstig onderzoek in hun artikel: hef de ASS-diagnose op, bestudeer de individuele variatie en herzie onderzoeksinstrumenten en gezondheidsstatistieken.